# Plagiognathus alnicenatus
Plagiognathus alnicenatus är en insektsart som först beskrevs av Knight 1923.  Plagiognathus alnicenatus ingår i släktet Plagiognathus och familjen ängsskinnbaggar. Inga underarter finns listade i Catalogue of Life.